# Я̆
Ya với dấu trăng (Я̆ я̆; in nghiêng: Я̆ я̆) là một chữ cái trong bảng chữ cái Kirin.
Я̆ được sử dụng trong tiếng Khanty.